# Danyło Wyhowski
Danyło (Daniel) Ostapowycz Wyhowski, ukr. Данило Остапович Виговський (zm. 20 listopada 1659) – pułkownik kozacki, brat Iwana Wyhowskiego, zięć Bohdana Chmielnickiego.
W 1655 roku hetman nakaźny wojsk kozackich biorących udział w wyprawie przeciw Rzeczypospolitej. Pełnił funkcje dyplomatyczne, m.in. kontaktował się z Karolem Gustawem.
Wskazany został w akcie Unii hadziackiej do objęcia godności hetmana wielkiego i wojewody kijowskiego, co jak deklarowano, miało zapobiegać, aby "do tumultów i zatrudnienia nie przyszło na Ukrainie", w praktyce zaś dowodziło bezprecedensowego złamania kozackiej tradycji wolnej elekcji hetmana.
Po śmierci teścia wystąpił przeciw Rosji – na rozkaz brata podjął, nieudaną jak się okazało, próbę oswobodzenia Kijowa spod rosyjskiej okupacji. Dostał się wówczas do niewoli, w której został zamęczony na śmierć podczas tortur. Wdowę po nim pojął za żonę Paweł Tetera.